# Thula
Thula (auch: Ṯulā, Ṯilā; arabisch ثلاء, DMG Ṯulāʾ) ist eine Kleinstadt im zentralen Westen des Jemen auf etwa 2800 m Höhe. Sie gehört zum gleichnamigen Verwaltungsbezirk Thula, der eine Bevölkerung von 45.349 Einwohnern beherbergt.

## Geographische Lage
Thula liegt im Übergangsgebiet des jemenitischen Hochlandbeckens zum Westlichen Gebirgshang, etwa 10 km nördlich der Zwillingsstadt Shibam Kaukabān. Eine kleine Fahrstrecke nordwärts führt in die Stadt ʿAmrān. Sanaa liegt ungefähr 50 km südöstlich.

## Architektur
Thula gilt als ein sehr attraktiver Ort, der nahezu vollständig aus Natursteinhäusern erbaut ist. Diese sind bisweilen fünfstöckig. Die Steine wurden aus den unmittelbar umliegenden Steinbrüchen geholt, soweit nicht schon die Brüche selbst – ähnlich wie beispielsweise in at-Tawīla – als Baugruben dienten. Bindemittel (Mörtel) wurden nicht verwendet. Kunstvoll verziert, präsentieren sich Hauswände, Fensterumrahmungen und Türen. Die mittelalterliche Stadt wird von einer aus dem 17. Jahrhundert stammenden steinernen Stadtmauer umschlossenen, auch die hölzernen Stadttore existieren noch. Innerhalb der Mauern liegen unterirdische Zisternen, die insbesondere aber im nahe gelegenen Dorf Hababah zu finden sind. Das Imamhaus stammt aus dem 16. Jahrhundert und wird als Funduk genutzt, die Moschee gar aus dem 14. Jahrhundert. Die Festung des Burgbergs ist unbewohnt.
Neben Shibam Kaukabān war Thula Hauptstadt der Yuʿfiriden (7./8. Jahrhundert), später Fluchtburg der Imame im 16. Jahrhundert während der ersten Ottomanischen Eroberung.

## Umland
Die Region des westlichen Gebirgshangs gilt als eine der spektakulärsten Landschaften des Jemen. Die Täler sind tief eingeschnitten. Geprägt ist dieser Naturraum von Kleinkammerung und Unzugänglichkeit der Bergwelt. Wegsamkeit fehlt häufig, allerdings konnten Feinde so in Schach gehalten werden. Diesen Umständen ist zu verdanken, dass dich die Stammesgesellschaft im Hochland über Jahrhunderte hinweg autochthon entwickelte.
Um den raren fruchtbaren Böden landwirtschaftliche Erzeugnisse abgewinnen zu können, ist die Bevölkerung seit je her auf den Terrassenfeldbau angewiesen. Dazu wurden seit der Antike artenreiche Trockenwälder gerodet. Als natürliche Vegetation haben sich sukkulente Euphorbien (beispielsweise die Euphorbia ammak) etabliert. Dort, wo sich die Täler aufspreizen, ist Kaffeeanbau möglich.

## Besonderheiten
Neben Sanaa und At-Tawīlah hat auch Thula Hidschra-Status, angelehnt an die Auswanderung Mohammeds und seiner Gefolgschaft von Mekka nach Medina und seine Ankunft in Qubāʾ am 12. Rabīʿ al-awwal = 24. September 622.
Als herausragendes Bauwerk der islamischen Architektur gilt die Festung al-Mutahhar.
Thula ist eine von fünf Städten im Jemen auf der vorläufigen UNESCO-Welterbe-Tentativliste.